# Mihai Chițac
Mihai Chițac (n. 4 noiembrie 1928, comuna Suharău, județul Botoșani, Regatul României — d. 1 noiembrie 2010, București, România) a fost un general român, care a îndeplinit funcția de ministru de interne (1989-1990).

## Biografie
Mihai Chițac s-a născut în comuna Suharău din județul Botoșani. El a absolvit Școala Militară de Ofițeri Activi „Nicolae Bălcescu” din Sibiu, specialitatea Infanterie (1948-1949) și apoi Academia Militară din București - Facultatea de Arme Întrunite (1950-1952). A obținut ulterior titlul științific de doctor în științe militare.
A îndeplinit funcțiile de ofițer în Direcția Operații a Marelui Stat Major (1952-1954), șef al Secției P.L. din Comandamentul Trupelor Chimice, comandant al Școlii de Ofițeri de Chimie (septembrie 1960 - iunie 1961), conferențiar la Academia Militară (1961 - 1968), comandantul Trupelor Chimice (23 ianuarie 1968 - 3 ianuarie 1990) și comandant al garnizoanei București. A fost înaintat la gradele de colonel (1968), general-maior (cu o stea) (27 decembrie 1972) și apoi la cel de general-locotenent (cu 2 stele) (23 august 1984).
Mihai Chițac a fost căsătorit.
La data de 17 decembrie 1989, a făcut parte din echipa de generali (Ion Coman, Victor Stănculescu, Ștefan Gușă, Constantin Nuță ș.a.) trimisă de Nicolae Ceaușescu la Timișoara ca să reprime revoluția.
La data de 28 decembrie 1989, generalul-locotenent Mihai Chițac a fost numit în funcția de ministru de interne în Guvernul Petre Roman (1) prin Decret  al președintelui Consiliului Frontului Salvării Naționale, Ion Iliescu și înaintat la gradul de general-colonel (cu 3 stele).
La data de 14 iunie 1990, generalul-colonel Mihai Chițac a fost eliberat din funcția de ministru de interne .

## Trimitere în judecată și condamnare
O comisie guvernamentală condusă de Viorel Oancea a propus, în 1990, trimiterea în judecată a generalului Mihai Chițac, pe atunci ministru de interne, pentru participare la reprimarea revoluției. Acest lucru s-a realizat în 1997. În 1999 Mihai Chițac a fost condamnat la 15 ani închisoare și degradare militară de către Curtea Supremă, condamnare menținută în 2000 după recurs, dar anulată în 2004 în urma unui recurs în anulare . În 2007, la rejudecare, generalul Chițac a fost iarăși condamnat dar sentința a fost atacată cu recurs.
La data de 15 octombrie 2008, Înalta Curte de Casație și Justiție a respins recursul generalilor Victor Stănculescu și Mihai Chițac, menținând sentința de 15 ani de închisoare și degradare militară în procesul Revoluției din Timișoara.
Procedurile din procesul generalilor Chițac și Stănculescu au fost criticate de Curtea Europeană a Drepturilor Omului pentru tergiversarea procedurilor de către stat. 
Pe 16 septembrie 2010, Chițac a fost eliberat din Spitalul Penitenciar Jilava, după ce a obținut acordul instanței pe motive medicale. Pe 1 noiembrie 2010, fostul general-colonel în rezervă Mihai Chițac, care peste trei zile ar fi împlinit 82 de ani, a murit la Spitalul Militar din Capitală în urma unui stop cardio-respirator.
Curtea Europeană a Drepturilor Omului a deliberat asupra recursului generalui Chițac inclusiv după decesul acestuia în 2010. În decizia dată pe 3 iulie 2012, Curtea a constatat că procesul acestuia, ca și cel al generalului Stănculescu, a decurs fără încălcarea drepturilor acestora.. Ulterior, în 24 martie 2015, CEDO a hotărât că nici sub aspectul duratei procedurii nu se poate reține că s-ar fi săvârșit vreun abuz față de Mihai Chițac și Victor Stănculescu. Deși anterior CEDO condamnase statul român la despăgubiri pentru victime ale revoluției anume pentru durata prea mare a procedurii din cazul Chițac-Stănculescu, în cazul celor doi inculpați CEDO a argumentat că durata procedurii nu se poate socoti decât de la punerea lor oficială sub acuzare și din această durată trebuie scăzută perioada de declarare a recursului în anulare care a fost făcut în interesul și la cererea inculpaților.